# Röhrig Universitätsverlag
Die Röhrig Universitätsverlag GmbH war ein Buchverlag mit Sitz in St. Ingbert, der von 1984 bis 2022 bestand. Das Verlagsmotto lautete: „Wir verlegen Wissenschaft“.

## Geschichte
Der Verlag wurde ursprünglich 1984 als Röhrig Verlag von Werner J. Röhrig gegründet. Den Namenszusatz „Universitätsverlag“ bekam der Röhrig Verlag 1994, seit 1. Januar 2000 heißt das Unternehmen amtlich Röhrig Universitätsverlag GmbH. Im Oktober 2011 hat Andreas Schorr die operative Geschäftsführung vom Gründer übernommen. Im September 2022 wurde der Verlag für insolvent erklärt.

## Programm
Der Verlag hat wissenschaftliche Bücher, politisch-historische Literatur und Regionalliteratur verlegt. Es erschienen vor allem zahlreiche literaturwissenschaftliche Buchreihen sowie weitere mit Schwerpunkt Sprachwissenschaft, Kunstgeschichte, Philosophie, Pädagogik, Genderforschung, Geschichte. Eine enge Zusammenarbeit bestand zur Universität des Saarlandes, insbesondere zu deren sozial- und geisteswissenschaftlichen Fachbereichen. Des Weiteren wurden die Schriften der Saarländischen Universitäts- und Landesbibliothek, Bücher zur Medizingeschichte, die Annales Universitatis Saraviensis. Philosophische Fakultäten sowie zahlreiche Festschriften verlegt. Regionsbezogen wurden die Buchreihe „Geschichte, Politik & Gesellschaft. Schriftenreihe der Stiftung Demokratie Saarland“ und die „Sammlung Bücherturm“ veröffentlicht. Unter „Bücherturm“ wurden literarische Werke aus dem deutsch-französisch-luxemburgischen Dreiländereck wiederaufgelegt.
Hergestellt wurden laut Eigendarstellung in mehr als 25 Buchreihen und Jahrbüchern rund 20 Neuerscheinungen jährlich. Das Programm des Verlags umfasste 2015 rund 480 lieferbare Titel.